# Manuel Vieira Natividade

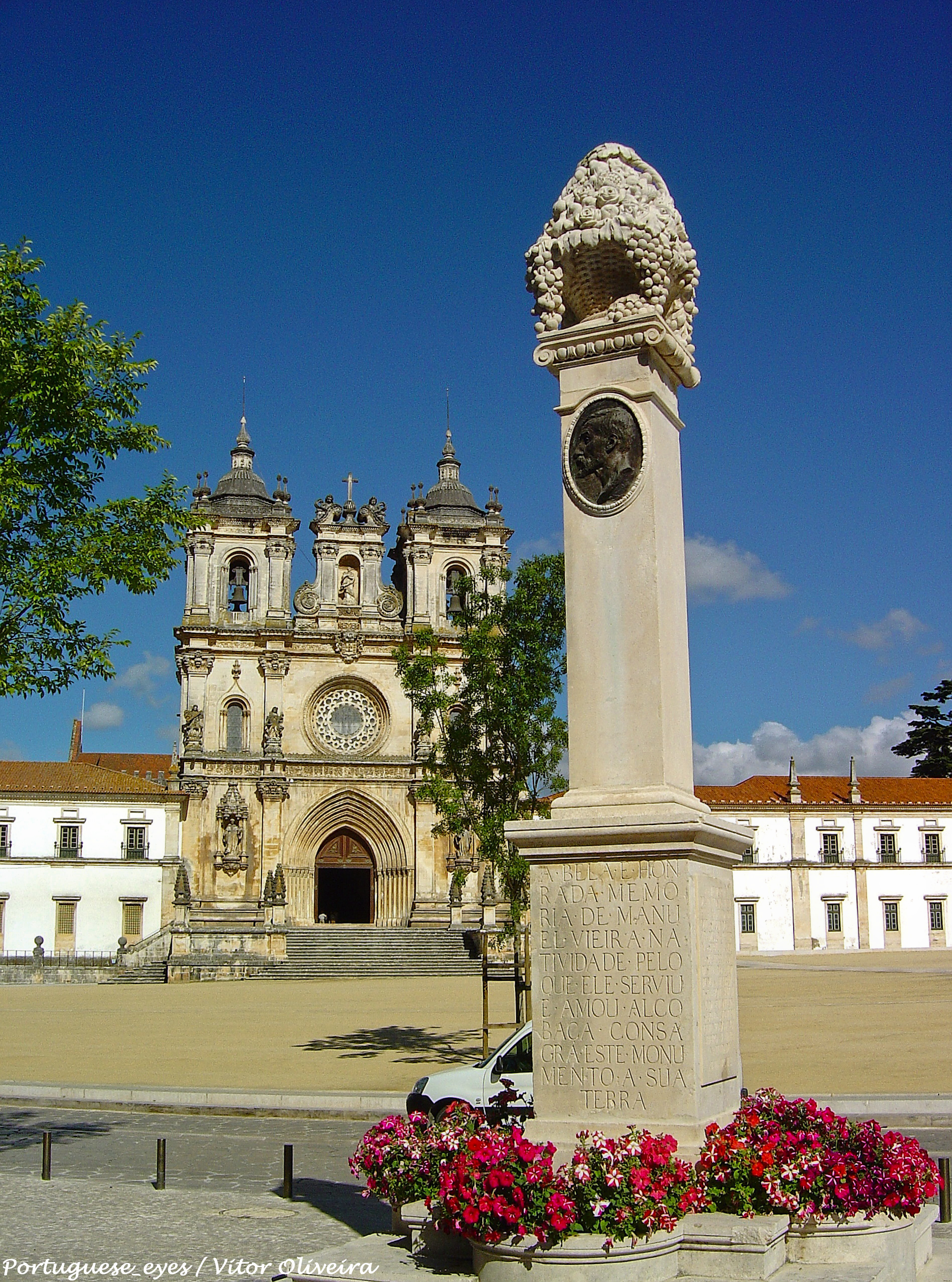
Monumento em homenagem a Manuel Vieira Natividade

Manuel Vieira de Natividade (Casal do Rei, Alcobaça, 20 de abril de 1860 - Alcobaça, 20 de fevereiro de 1918) foi um arqueólogo, agrónomo e publicista português.

## Biografia
Nasceu em Casal do Rei, a 8 quilómetros de Alcobaça. Desde cedo viveu na (então) vila de Alcobaça.
Formou-se na Universidade de Coimbra. Efetuou diversas explorações arqueológicas nas grutas da zona jurássica de Alcobaça. De grande interesse foi o estudo relativo à iconografia dos túmulos de D. D.Pedro I e de D. Inês de Castro. Fez estudos relativos ao Mosteiro de Alcobaça e à etnografia local. Promoveu o reatamento da tradição cisterciense quanto ao esmerado cultivo de flores e frutos da região de Alcobaça. São de extrema importância os seus estudos relacionados com a história do Mosteiro e da arqueologia alcobacense (Capela dos Túmulos). Colaborou com a revista Terra portuguesa  (1916-1927).
Era pai do silvicultor Joaquim Vieira Natividade e do viveirista António Vieira Natividade.

## Obras principais
- Roteiro Arqueológico de Alcobaça e Coutos (1891)
- Grutas de Alcobaça (1901)
- Inês de Castro e Pedro-o-Cru perante a Iconografia dos seus Túmulos (1910)

## Casa Museu Vieira Natividade
Em 1992, foi criada a Casa-Museu Vieira Natividade, em imóvel doado pela sua família, localizado em pleno Rossio de Alcobaça.
A Casa Museu Vieira Natividade engloba coleções de arqueologia, etnografia, artes plásticas, fotografia, têxteis e cerâmica pertencente ao espólio doado pela família de Vieira Natividade ao Estado português.
Estando sob a tutela do Ministério da Cultura, 30 anos volvidos após a sua criação, a Casa Museu Vieira Natividade continua fechada ao público por inexistência de condições necessárias para a sua visita. Tendo isto em conta, a 10 de julho de 2019, foi assinado um protocolo de cooperação entre a Direção-Geral do Património Cultura e a Câmara Municipal de Alcobaça referente à Casa-Museu Vieira Natividade, com vista à resolução desta questão.